# Anežský klášter
Anežský klášter, zvaný též Na Františku, se nachází na vltavském břehu v historické oblasti Starého Města pražského. Dvojklášter ženského řádu klarisek a mužského řádu menších bratří byl založen Anežkou Přemyslovnou, která se stala jeho abatyší.
Přesné datum založení kláštera není známo, ale pravděpodobný je rok 1231, kdy byla ukončena všechna jednání ohledně Anežčina sňatku. Anežčin bratr Václav I. věnoval klášteru pozemek na pravém břehu Vltavy, výhodný svou polohou v sousedství špitálu. Okolí bylo obydleno hlavně řemeslníky. Zároveň Václav udělil klášteru veškerá privilegia a svobody.

## Historie

### Zakladatelka

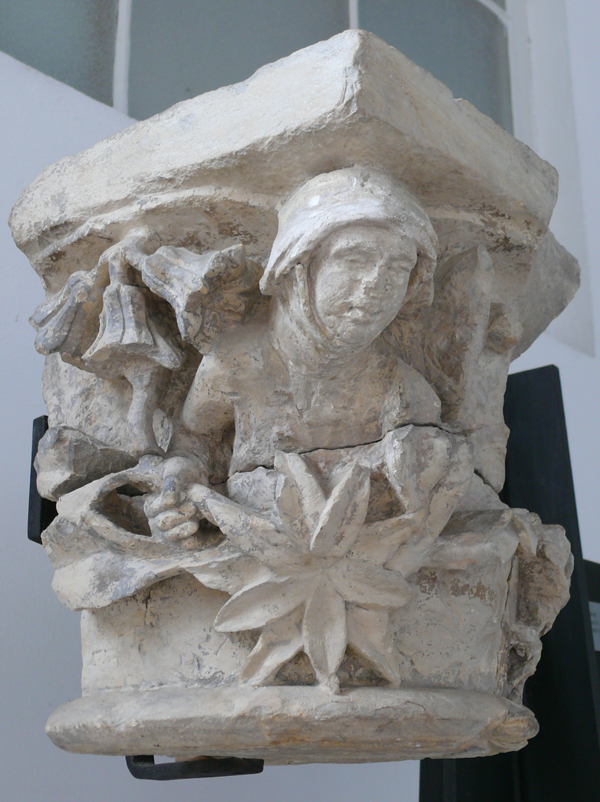
Domnělá podobizna Anežky na hlavici triumfálního oblouku kostela sv. Salvátora

Anežka Přemyslovna, nejmladší dcera českého krále Přemysla Otakara I., byla od svých tří let vychovávána v klášteře ve slezské Třebnici a později v premonstrátském klášteře v Doksanech, což nepochybně mělo vliv na její pozdější rozhodnutí oddat se řeholnímu životu, na Anežčinu úctu k ostatkům i touhu po vzdělání. S cisterciáckou raně gotickou architekturou se seznámila ve Vídni, kam byla poslána na dvůr rakouských Babenberků potom, co ji otec zaslíbil synovi německého císaře Jindřichovi. Šest let žila při klášteře v Klosterneuburgu, ale po zrušení zasnoubení se vrátila zpět do Prahy. Po návratu byla Anežka opět součástí Přemyslovy sňatkové politiky a dostala nabídku k sňatku i od samotného císaře Fridricha II. Ovšem po smrti svého otce využila možnosti svobodného rozhodnutí a místo sňatku přijala nejnovější řeholi své doby. Podporována rodinou i papežem, vstoupila do kláštera, který sama založila, a zároveň zapojila české země do nového duchovního a kulturního proudu, který je popsán dále.

### Řád minoritů a klarisek
V důsledku rozmachu měst napříč jižní, střední a západní Evropou ve 12. a 13. století vznikala potřeba péče o bližní právě v městském prostředí. František z Assisi založil řád menších bratří na principech mravní obrody a chudoby s důrazem na kazatelskou a misijní činnost. Ženská odnož řádu byla založena svatou Klárou z assiského šlechtického rodu, která žila v kostele sv. Damiána u Assisi. Filosofie klarisek byla obdobná jako u menších bratří a řádové sestry se věnovaly péči o nemocné. Ideje sv. Františka se dostaly i do českých zemí a původně lidový řád začal pronikat i k panovnickému dvoru. První oddanou stoupenkou v Českých zemích byla Anežčina sestřenice Alžběta Durynská, která se, stejně jako později Anežka, zřekla svého společenského postavení. Řád františkánů a klarisek se v této době, krátce po založení Anežského kláštera, ještě formoval a řeholní i stavební pravidla byla předmětem sporu řádu s papežskou kurií.

### První stavební období

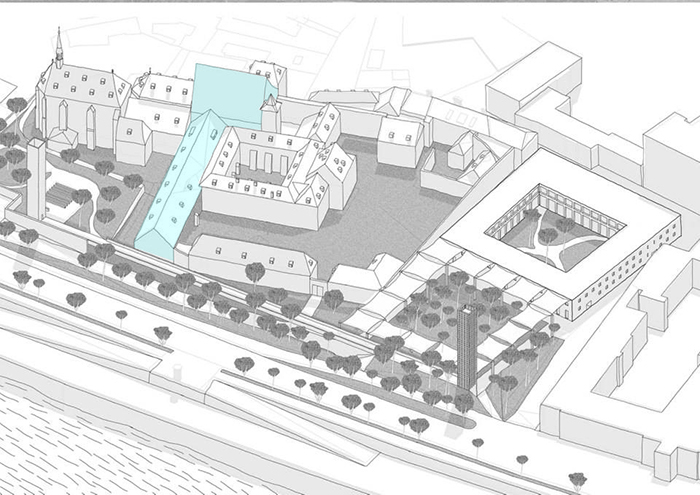
První stavební období

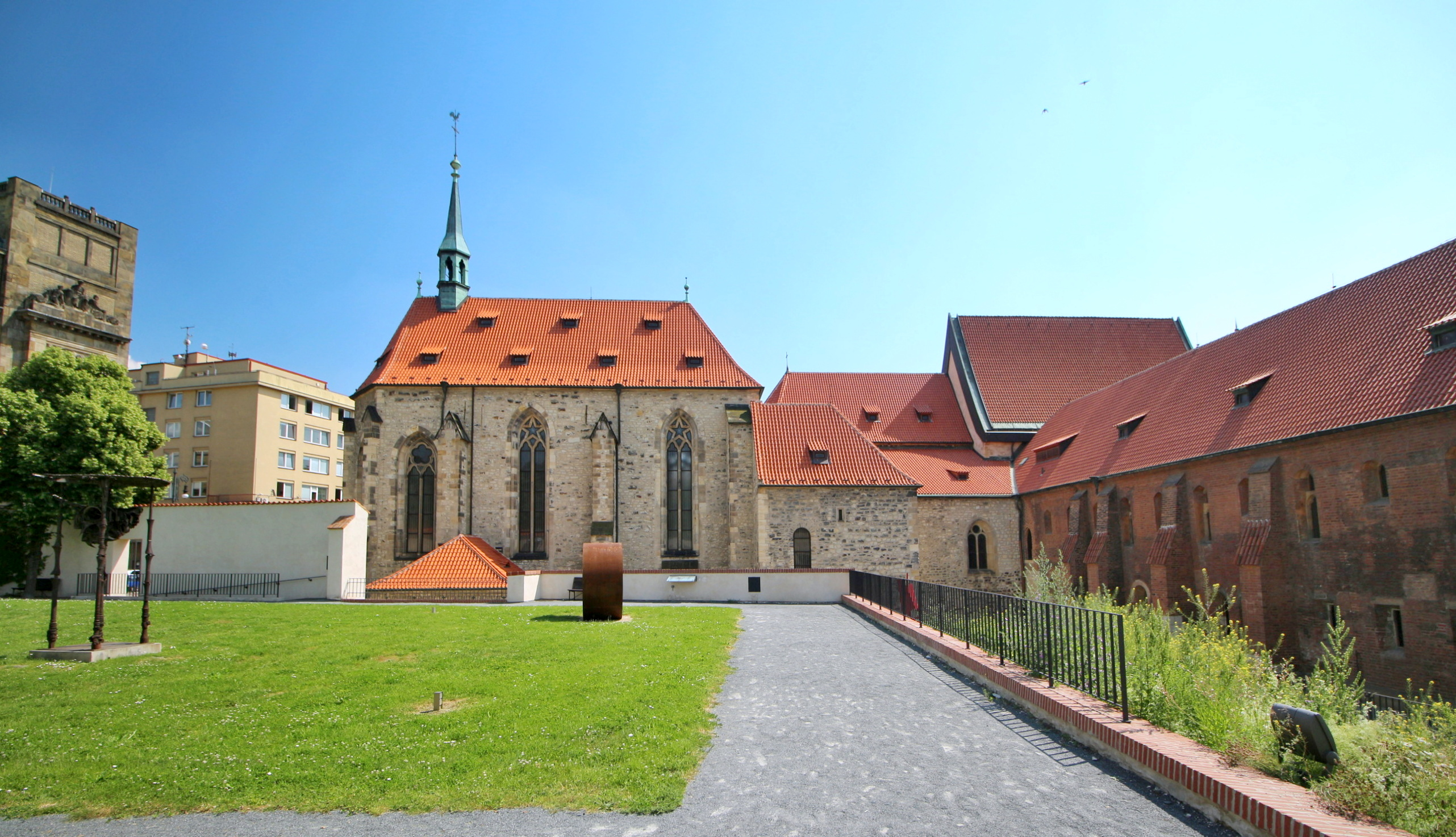
Vpravo nejstarší část konventu. V pozadí (zleva) kostel sv. Salvátora, Anežčina oratoř, kaple P. Marie, nad ní střecha kostela sv. Františka

Jednou z nejstarších částí kláštera byl hlavní sakrální prostor – kostel sv. Františka, který byl v první fázi ještě bez presbytáře. Současně s kostelem bylo vybudováno i rozměrné východní křídlo konventu rozpínající se severně od kostela sv. Františka až k severní zdi kláštera u břehu Vltavy. Stavba probíhala poměrně rychle, už v roce 1234 byl klášter vysvěcen. Roku 1233 na Anežčinu žádost přišlo nejdříve pět italských sester z Tridentu, zřejmě z kláštera sv. Kláry, a poté se připojilo sedm dalších urozených dívek z Českého království. Konvent klarisek a kostel sv. Františka byly otevřeny v den Anežčina vstupu do řádu 25. března 1234. V letech 1234–1238 je doložena korespondence mezi Anežkou a sv. Klárou a papežem Řehořem IX. V roce 1237 udělil papež klášteru řadu významných privilegií.

### Druhé stavební období

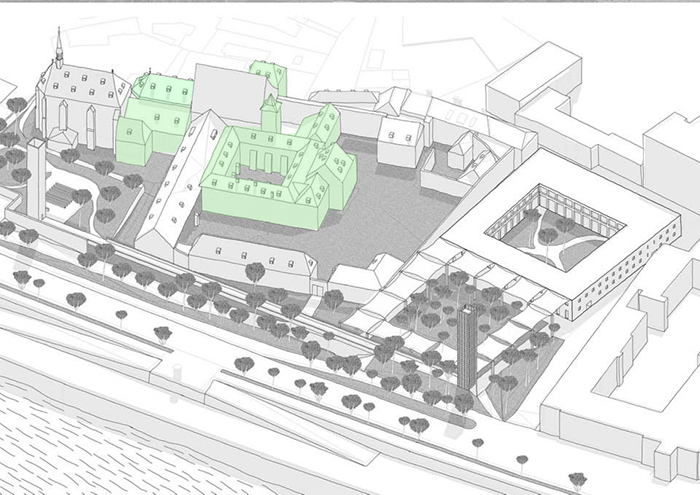
Druhé stavební období (s kostelem sv. Františka)

V další stavební etapě byla budována mužská část kláštera - konvent na místě dřívějšího špitálu a kaple sv. Barbory spojená s boční lodí kostela sv. Františka. K severní zdi presbytáře kostela byla přistavěna patrová obytná budova o třech klenebních polích, avšak vzápětí přestavěná na kapli Panny Marie. Severně od ní byla umístěna Anežčina soukromá kaple a v patře její vlastní obydlí. Postaven byl zároveň i ambit klarisek, ovšem oproti původnímu plánu zmenšený z 8 na 6 klenebních polí v každém rameni. V 50. letech 13. století byla připojena ještě kuchyně. Václav I. Anežku do své smrti podporoval finančně i mocensky a po své smrti roku 1253 byl v kostele sv. Františka pohřben do opukové hrobky v ose presbytáře. V podobné hrobce v ose proti oltáři Panny Marie byla uložena i jeho manželka Kunhuta Štaufská.
V nově postaveném presbytáři sv. Františka byly nalezeny odlišné kamenické značky od první etapy, které dokládají příchod nové huti do Prahy v této fázi výstavby.

### Třetí stavební období

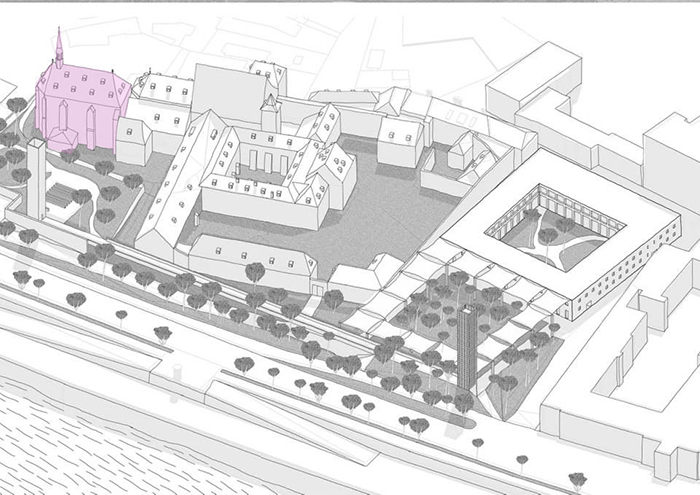
Třetí stavební období (kostel sv. Salvátora)

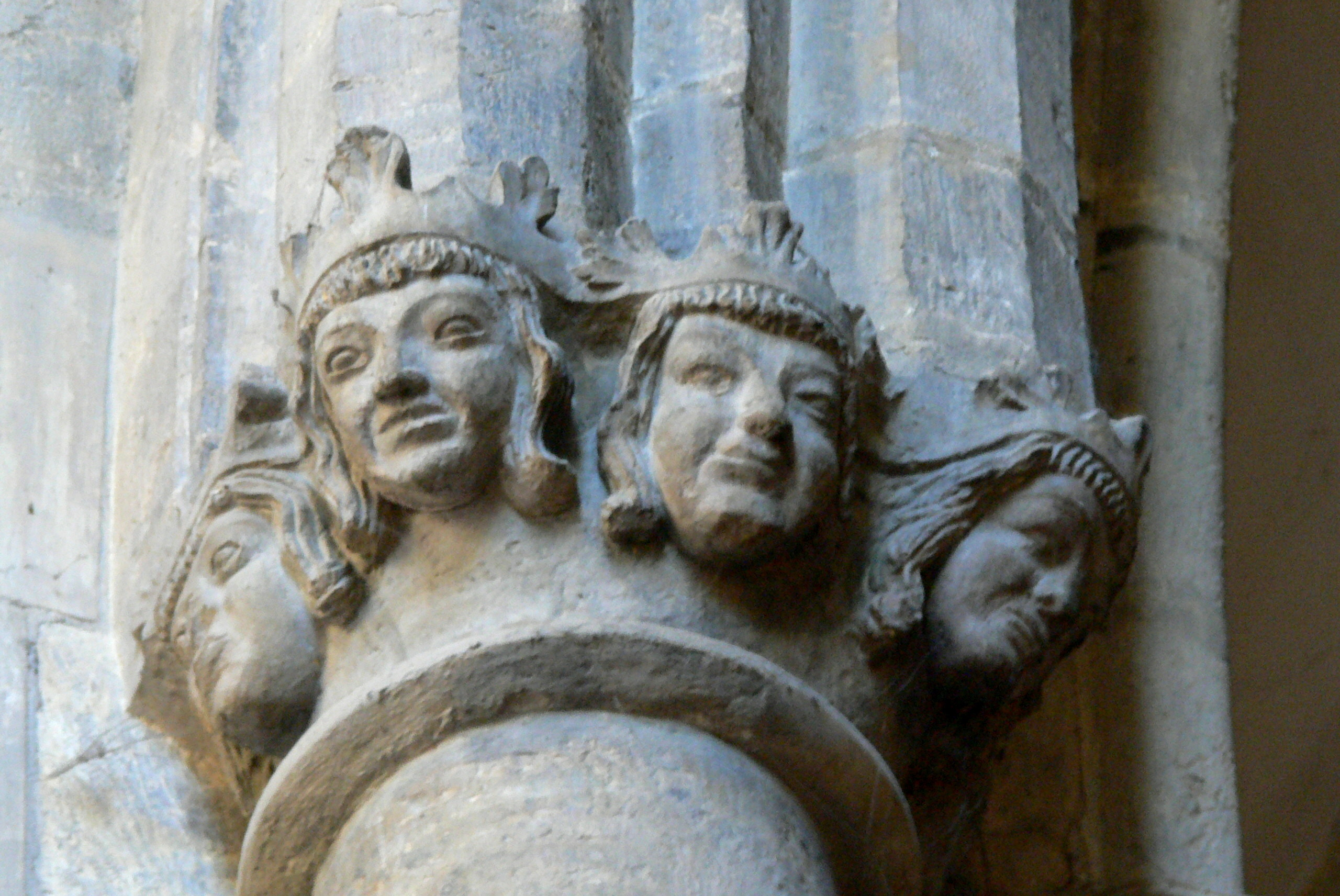
Hlavice s vyobrazením českých panovníků

Po smrti bratra zahájila Anežka se svým synovcem Přemyslem Otakarem II. stavbu mauzolea při příležitosti jeho korunovace českým králem 26. prosince 1261. Pro stavbu takového významu byl pozván francouzský mistr neznámého jména. Postavena byla loď o dvou klenebních polích křížových žebrových kleneb zakončená pětibokým závěrem. Během stavby se živě reagovalo na nové stavební podněty ze západní Evropy - například hlavice přípor vyzdobené přírodními motivy rostlin, rozmístěné v různých výškách. Jako poslední v této stavební fázi byl postaven triumfální oblouk spojující loď s kaplí Panny Marie.
Uplatnění složité symboliky v architektuře a výzdobě kostela sv. Salvátora kromě významu poukazuje na dohodu stavebníka s architektem, který v té době už byl uznáván a měl vyšší společenské postavení. Kaple se stala (po vzoru pařížské Sainte-Chapelle) schránkou nejvýznamnějších relikvií Českého království, z nichž nejcennější byl zřejmě kříž Přemysla Otakara II. s ostatkem sv. Kříže (dnes v katedrálním pokladu v Řezně). Se stavbou pohřebiště úzce souvisí i vznik celé řady iluminovaných rukopisů a mobiliáře, jejichž umělecká úroveň odpovídá tehdejšímu kulturnímu a politickému vzestupu českého státu.

### Klášter po smrti zakladatelky
Roku 1277 přijala Anežka do kláštera dceru Přemysla Otakara II. Kunhutu. Ale o rok později, po smrti Přemysla Otakara II. se sedmiletým dědicem trůnu Václavem II., v Čechách nastala doba zmatků a hladomoru. Anežka stále věřila v nový vzestup přemyslovského rodu, a tak aktivně předávala veškeré své zkušenosti Přemyslově dceři Kunhutě. Roku 1282 Anežka zemřela a paradoxně, ačkoliv byla celý život uctívána jako světice, byla svatořečena až několik set let po své smrti. Dokonce se po její smrti nenašel kněz, který by ji pohřbil, a tak byla podle legendy 14 dní vystavena v mauzoleu. Byla pro ni připravena kamenná nika s náhrobní deskou podle francouzských vzorů, založená u paty triumfální brány proti vstupu z její soukromé oratoře.
V čele klarisek tak stanula osmnáctiletá Kunhuta, kterou ale po svém návratu Václav II. provdal a získal tak Krakovské dědictví, ve snaze znovu proměnit české země v mocné království. Po smrti Anežky už klášter stál mimo hlavní zájem královské rodiny. Václav II. navázal na otcův církevně politický program a tak den po své korunovaci roku 1297 založil cisterciácký klášter na Zbraslavi, zasvěcený Kristu a Panně Marii, který se měl stát novým královským pohřebištěm. Záhy po korunovaci byla v kryptě ve sv. Salvátorovi uložena Václavova nejmladší dcera Guta. Smrtí Václava II. a záhy poté i Václava III. skončilo nejslavnější období dějin Anežského kláštera.

### 14. století
Od 14. století byl klášter klarisek mimo hlavní proud politického dění i výtvarného umění. Až s nástupem Karla IV. na trůn a následným rozkvětem města a stavební činnosti se uskutečnila rozsáhlá přestavba obou částí kláštera.
Nově byl zaklenut dormitář (dochované jsou však jen pateční výběhy) a původní okna byla snížena a nahrazena novými s trojlistem.
Dřevěná tribuna v hlavní lodi sv. Františka byla nahrazena kamennou a osazen byl profilovaný portál v západním průčelí. K nejkvalitnějším detailům patří štíhlý portál v jižní stěně presbytáře kostela s plným tympanonem, na kterém se dochovaly stopy původní červené a modré polychromie. Úprava malířské výzdoby proběhla i v kostele sv. Salvátora, jinak byly sakrální prostory téměř nedotčeny. Vyvrcholením byla přestavba kaple sv. Barbory, původně pohřební kaple klarisek, na větší kapli pro minority na obdélném půdoryse, se dvěma podélnými sloupy v ose a zaklenutou hvězdovou klenbou.
Součástí Karlovy politiky byla sbírka ostatků, které sháněl po celé říši a do Anežského kláštera si přišel pro ostatek sv. Mikuláše.
Členkami Anežského kláštera byly v té době většinou dcery nejvýznamnějších šlechtických rodů, ale postupně ženský klášter vymíral.

### Od husitských válek

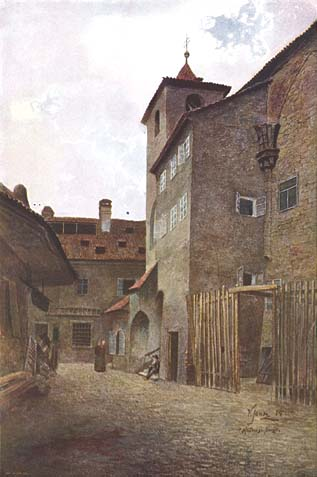
Nádvoří v místě dvoulodí kostela sv. Františka (konec 19. stol.)

Dobu husitských válek přečkal klášter, oproti jiným, v dobrém stavu, sloužil jako zbrojnice a mincovna. Klášterní budovy byly víceméně ušetřeny, ale všechno vybavení bylo zničeno. S nástupem Habsburků byli do již prázdného kláštera klarisek přesídleni dominikáni, kteří obývali ženskou část kláštera a druhou část dvojkláštera začali parcelovat a rozprodávat, a tak na místě mužského konventu vznikala nová čtvrť dodnes zvaná Na Františku.
V 17. století, v rámci náboženských změn, byl klášter opět navrácen bratrům františkánům a byly tam přesídleny klarisky z Panenského Týnce. Avšak stav kláštera ani po další léta nezlepšila ekonomická situace a tak dál chátral. Před rokem 1611 došlo k propadu kleneb nad dvoulodím kostela sv. Františka a od té doby sloužil jako hřbitov. V roce 1782 byl klášter v rámci církevních reforem císaře Josefa II. zrušen a prodán. Noví vlastníci budovy přestavěli na malé chudinské byty, skladiště a dílny.
Ve 2. polovině 19. století vznikla Jednota pro obnovu kláštera blahoslavené Anežky a po několika průzkumech vzniklo i několik plánů na rekonstrukci, například od J. Mockera a A. Cechnera či od J. Kouly. Obnova byla zahájena na přelomu století a probíhala až do roku 1914. Po asanaci Starého Města, od roku 1939 probíhal v klášteře stavebně historický průzkum pod vedením profesora Oldřicha Stefana a archeologický průzkum vedený I. Borkovským.

### Současnost
V roce 1963 se majitelem kláštera stala Národní galerie a následovala závěrečná etapa obnovy jejíž vyvrcholením bylo vypsání soutěže na rekonstrukce a zastřešení kostela sv. Františka podle vítězného návrhu architektů Josefa Hlavatého a Karla Kunci. Od roku 1978 je klášter národní kulturní památkou a pod záštitou Národní galerie, která zde původně vystavovala českého umění z 19. a přelomu 20. století. Dnes je zde umístěna stálá expozice Středověké umění v Čechách a střední Evropě, přesunutá z Jiřského kláštera, a hmatová expozice českého středověkého umění. Ambit a přilehlé prostory slouží pro krátkodobější výstavy. V roce 2013 později odvolaný ředitel NG Vladimír Rösel chystal přesun expozice středověkého umění do Salmovského paláce a do Anežského kláštera se mělo přestěhovat umění 19. století.

## Popis
Architekturu kláštera ovlivnily především dvě okolnosti. Za prvé to, že jeho zakladatelka byla z královského rodu, a měla tak k dispozici dostatek finančních prostředků i politický vliv a zadruhé to, že ona sama byla vychovávána v klášterech, takže měla možnost důvěrně poznat tento způsob života a znala i souvislosti s praktickým využitím staveb. Vlivem těchto okolností vznikal od počátku klášter nápadně velkorysé koncepce. Založen byl v již existující struktuře Starého Města a to v době rozkvětu, hospodářského a kulturního vzestupu českého státu a v počátcích gotické kultury v Českých zemích
Vzájemná skladba klášterních budov ukazuje vliv dispozic cisterciácké burgundské architektury, která byla před polovinou 13. století rozšířena v celé střední Evropě. Protože tehdy ani stavební předpisy františkánské architektury nebyly jasně dané, jde o stavbu z doby velkých dispozičních pokusů. Zároveň je pro první etapu typické míšení pozdně románských a gotických prvků především v kostele sv. Františka.

### Uspořádání prostor

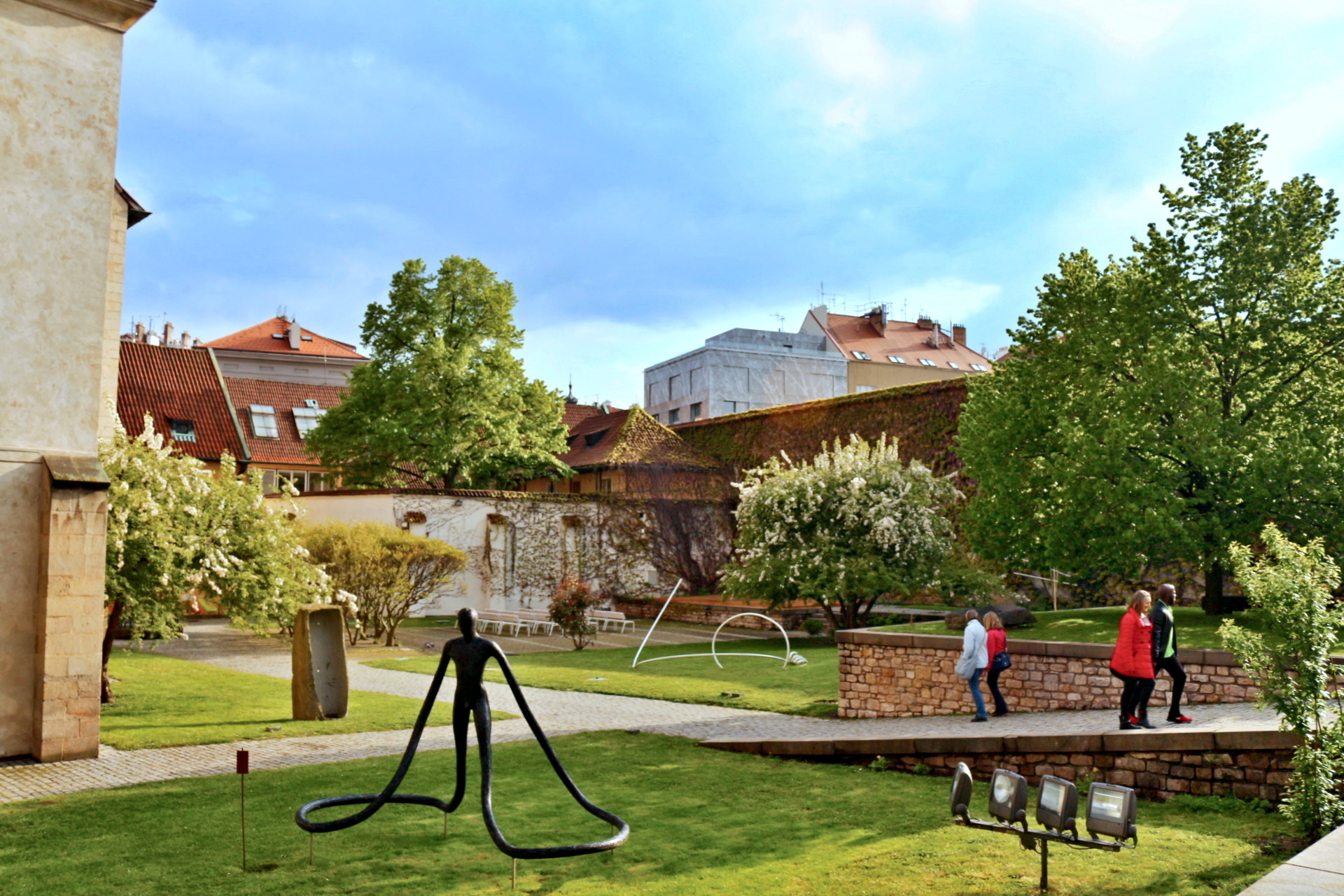
Klášterní zahrady s exponáty Národní galerie

Ze vstupního sálu s modelem kláštera je vlevo vstup do patra se stálou expozicí Národní galerie a vpravo do ambitu kláštera, ze kterého jsou přístupné další části kláštera. Vlevo je to kuchyně (dnes pokladna), na protější, východní straně prostory kláštera: refektář, kapitulní síň a schody do dormitáře v patře (dnes část expozice s pozdní gotikou). Na této straně je také průchod do kaple Panny Marie a ostatních sakrálních prostor. V prodloužení kaple proti vstupu je přemyslovské pohřebiště, kostel sv. Salvátora, na pravé (jižní) straně presbytář kostela sv. Františka a na severní straně menší prostor Anežčiny soukromé oratoře. Dvojlodí kostela sv. Františka se dochovalo jen torzovitě a bylo novodobě dostavěno (běžně nebývá přístupno). Budovy mužského kláštera s druhým ambitem jižně od tohoto kostela jsou dochovány jen v základech.

### Kostel sv. Františka

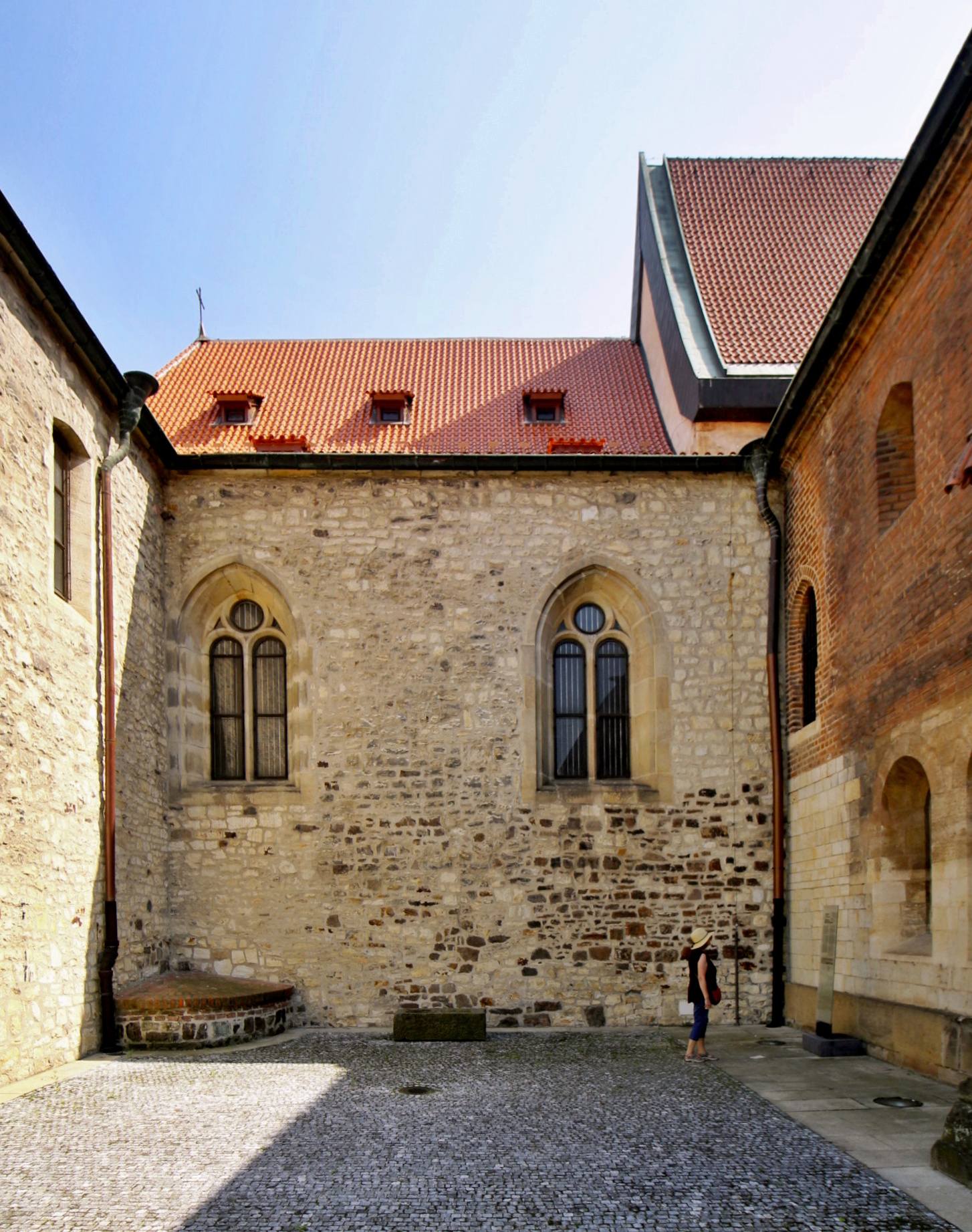
Kaple Panny Marie

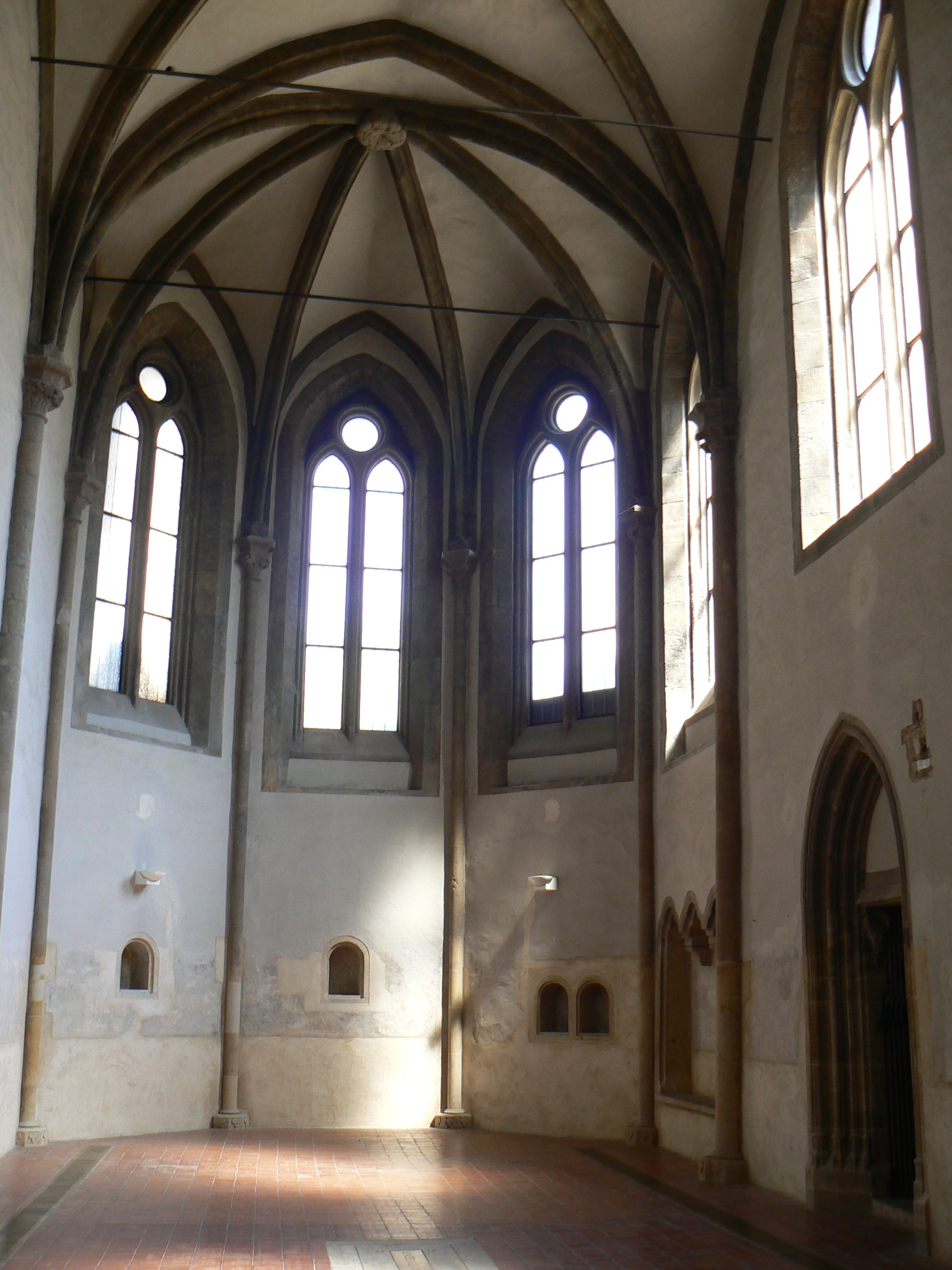
Závěr kostela sv. Františka

Kostel je dnes zachovalý pouze jako torzo. Původně měl netradiční asymetrickou dispozici dvoulodního kostela o třech klenebních polích v každé lodi. K hlavní lodi přiléhala jen jižní loď, zatímco na severní straně stála budova konventu. Toto uspořádání bylo pravděpodobně z funkčních důvodů - aby klarisky mohly vstupovat přímo z dormitáře na tribunu. Podle řeholních předpisů se nemohly sestry jakkoliv stýkat s veřejností, a proto bylo potřeba jim vyhradit zvláštní místo, kde mohly odděleně, nerušeně poslouchat bohoslužbu. O dřevěné tribuně dnes svědčí zachovalý portál v severní zdi a zároveň okno do presbytáře v místě vítězného oblouku.

### Konventní budovy
Na rozdíl od kamenného kostela je patrový konvent postavený z cihel. Pokud budeme postupovat od jihu tohoto křídla konventu na sever k Vltavě, tak v přízemí přiléhá k severní zdi kostela spojovací chodbou, kterou byl obvykle propojen ambit s klášterní zahradou nebo špitálem. Na severní stěnu chodby navazuje kapitulní síň, hlavní schodiště vedoucí do dormitáře v patře, a pak dvoudílný sál refektáře a skriptoria se vchody orientovanými na západ do plánovaného ambitu. Poslední dvě místnosti tvořily původní kuchyně, sklady a záchody u severní klášterní zdi. V celé délce horního patra byl dormitář, pravděpodobně z části sloužící i jako nemocnice. Kapitulní síň, jakožto hlavní reprezentativní místnost, má čtvercový půdorys a netradičně plochý dřevěný strop. Do ambitu je otevřena třemi okny a trojlaločným portálem, což symbolizuje Svatou Trojici.

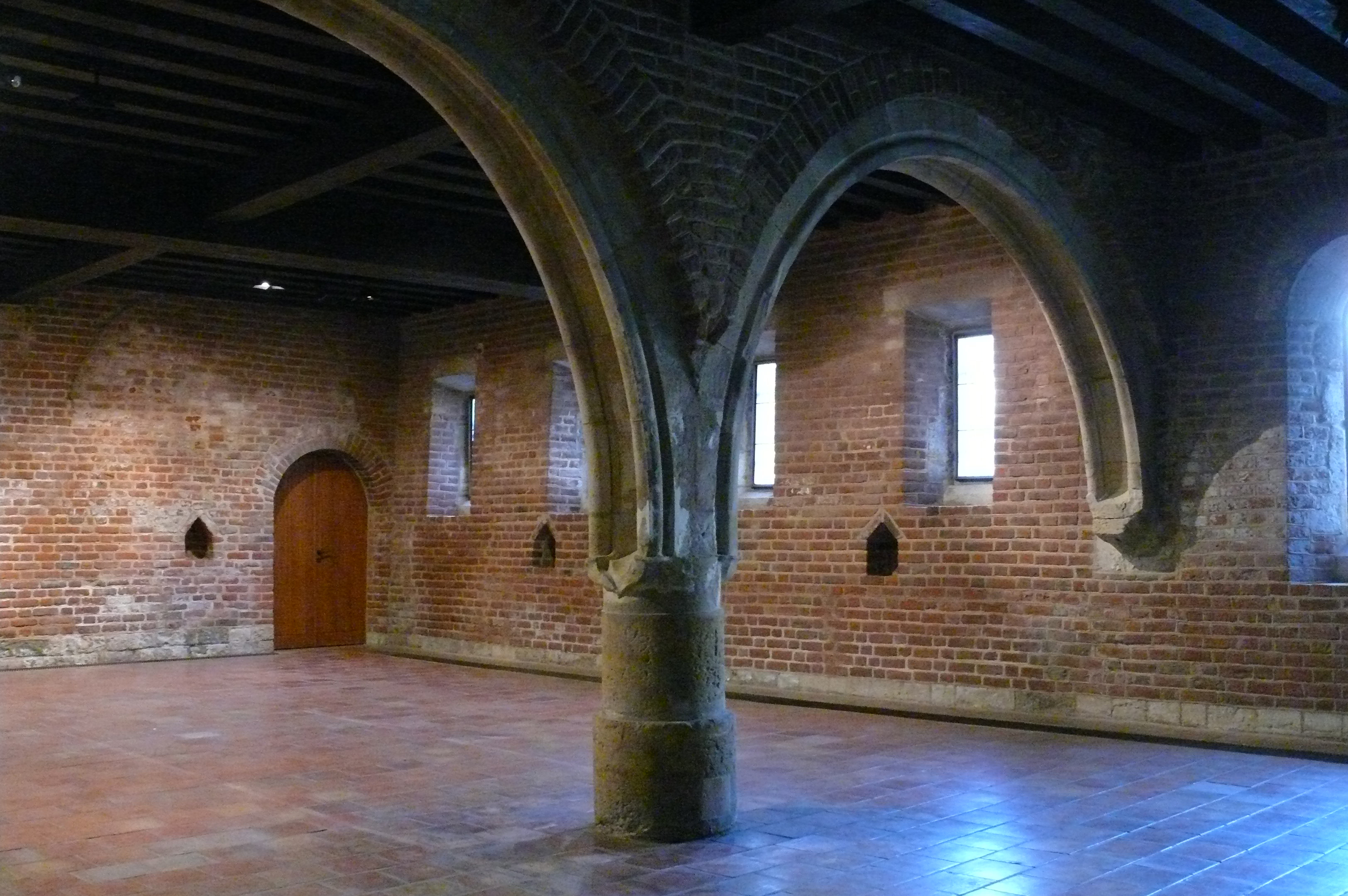
Refektář a skriptorium, pracovna klarisek

Dvoudílný plochostropý monumentální sál vedle schodiště sloužil jako refektář a skriptorium, ale zároveň bylo možné ho využít jako celou místnost. Pro takto odlišné funkce byl rozdělen dvěma půlkruhovými příčnými pasy podpíranými středním sloupem na dvě čtvercová pole, každé přístupné vlastním portálem v západní zdi. O odlišné funkci obou částí svědčí například tvarově rozdílná okna v každé z částí či asymetrický profil oblouků podpíraných pilířem v polovině místnosti. U severní zdi refektáře se nacházel půlkruhový portál vedoucí do severní části konventu a v rohu točité schodiště vedoucí do dormitáře. Součástí byl původně i špitál ve východní části komplexu s drobnou pravoúhlou kaplí a k jejímu boku přiléhající základy mužského konventu.

### Presbytář kostela sv. Františka a minoritský konvent

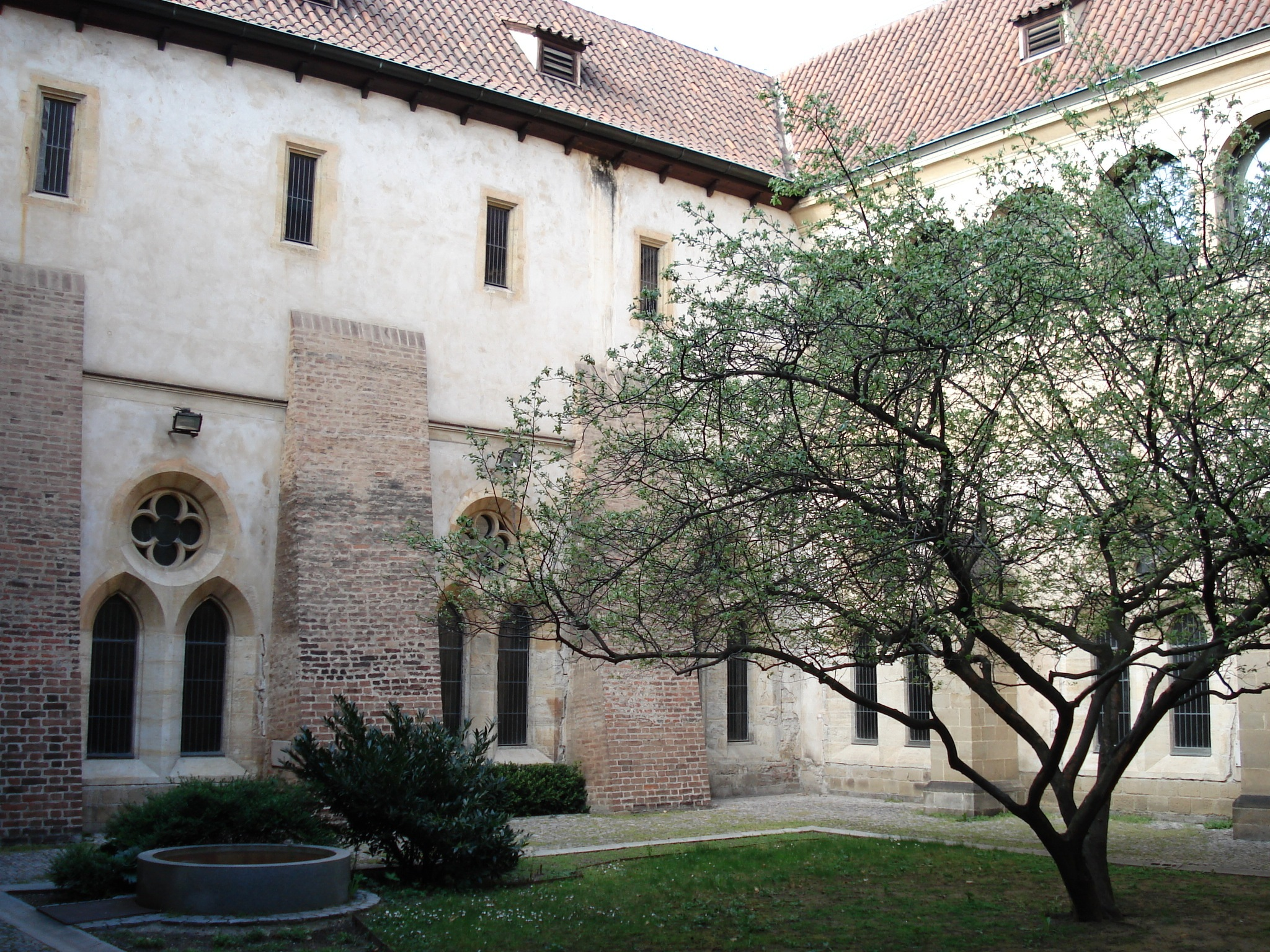
Rajský dvůr

K východní části hlavní lodi kostela byl připojen podélný presbytář o dvou klenebních polích a pětibokém závěru. Podle řádových předpisů byl přístupný pouze bratřím, proto byl jižní zdí, u které byl atypicky umístěn oltář, připojen k mužskému konventu. V nově postaveném presbytáři sv. Františka byly nalezeny odlišné kamenické značky od první etapy, které dokládají příchod nové huti do Prahy v této fázi výstavby. Klenební pole byla oddělena jednoduchými oblými příporami, ukončenými kalichovými hlavicemi, z nichž pokračovala klenební žebra hruškovcového profilu do svorníku s florálním motivem. Místnost byla osvětleny velkými okny s jednoduše profilovanou kružbou a ve spodní části závěru se nacházelo několik výklenků.

### Kaple Panny Marie a Anežčiny prostory
K severní zdi presbytáře kostela byla přistavěna patrová obytná budova o třech klenebních polích, avšak vzápětí přestavěná na kapli Panny Marie. Teprve severně od ní byla umístěna Anežčina soukromá kaple a v patře její vlastní obydlí. Místnosti byly propojené vnitřním schodištěm v síle severní obvodové zdi, ze kterého se dalo vstoupit na venkovní ohradní zeď a nebo přes lávku do přilehlého konventu. V přízemí Anežčiny kaple byla původně cihelná klenba bez žeber a oltář ve východní části. Patro bylo zaklenuto křížovou žebrovou klenbou a vyzdobeno malbami.

### Ambit klarisek
Ambit klarisek byl postaven v druhé stavební fázi, ovšem oproti původnímu plánu zmenšený z 8 na 6 klenebních polí v každém rameni.

### Kuchyně
Kuchyně na čtvercovém půdorysu zaklenutá žebry sbíhajícími se do dýmníku ve vrcholu byla zbudována v 50. letech 13. století.

### Kostel svatého Salvátora

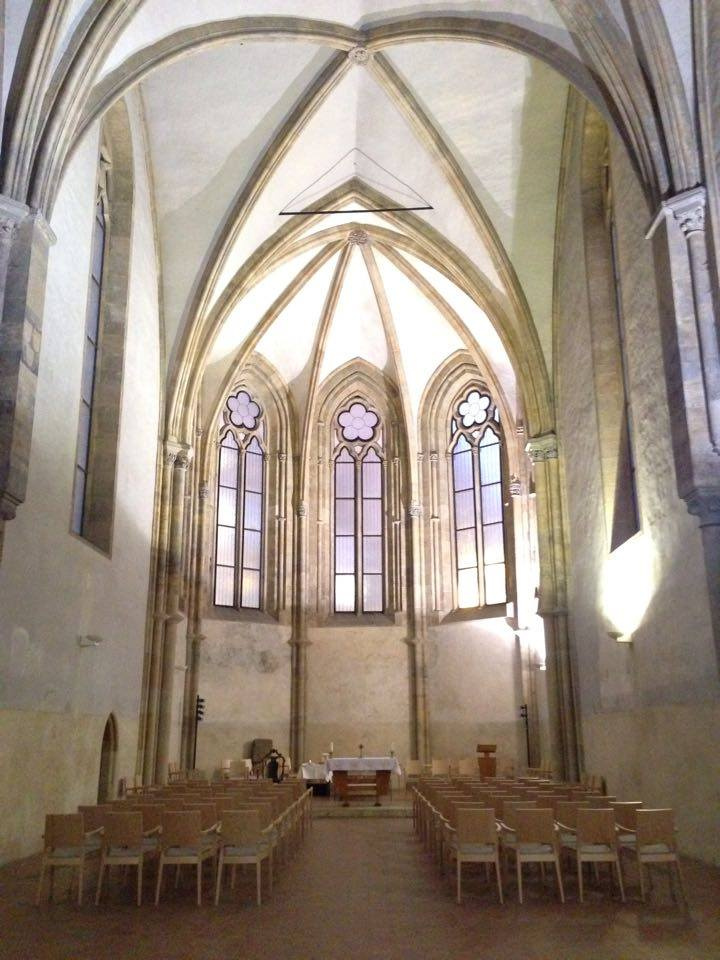
Pohled do kostela Krista Spasitele (interiér a presbytář připravený na bohoslužbu 3. prosince 2015)

Přemyslovské mauzoleum, zasvěcené sv. Salvátorovi - Kristu Spasiteli, svým významem i architektonickou kvalitou vyčnívá nad ostatními částmi kláštera. Loď o dvou klenebních polích křížových žebrových kleneb zakončená pětibokým závěrem je dílem francouzského mistra neznámého jména. Součástí mauzolea byla i krypta pod polygonálním závěrem zaklenutá valenou klenbou a přístupná po schodech u jižní obvodové zdi.
Loď je s kaplí Panny Marie propojena triumfálním obloukem, který vznikl až po výstavbě kostela. Místo hlavic jsou pruty oblouku ukončeny vlysy s vyobrazením hlav pěti dosavadních českých panovníků a jejich manželek. Sama Anežka, budoucí světice rodu, byla vyobrazena na hlavici triumfálního pasu nad oltářem. Tím se dostaneme k aplikované symbolice a geometrii. Triumfální oblouk byl zkonstruován v modulu zvaném Brána harmonie, využívající poměr 1: √2 a na zbytek stavby byl důmyslně použit zlatý řez. Vnitřní geometrická struktura pak vymezila významná místa, kde se propsala v prvcích plastické výzdoby. Například právě zmíněné hlavy králů v patě archivolty triumfální brány se nacházejí zároveň ve vrcholu geometrické konstrukce Brány harmonie.
Co se týče zasvěcení kaple Kristu Spasiteli, je to jeden z projevů snahy Přemyslovců navázat na odkaz konstantinovské a karolinské doby a podpořit tak moc svého rodu. S karolinskou dobou souvisí i vyobrazení panovníka na vstupní bráně, naproti oltáři, ve stejné úrovni jako Kristus, či ve vybudování krypty, umístěné pod oltářem. V ose závěru a pod průsečíkem klenebních polí, v nejvíc exponovaném místě - před oltářem, bylo ponecháno místo pro náhrobek panovníka.
Dále zde můžeme najít symbol Kristova vzkříšení, pěticípé hvězdy v okenních kružbách v závěru kostela, či pětilisté lilie pod Anežčinou podobiznou. Celý prostor byl vymalován freskami christologického cyklu, ze kterých se ovšem dochovaly pouze fragmenty. Polychromované byly původně i pruty okenních ostění, pozadí hlavic a svorníků a to, opět symbolicky, červenou barvou, připomínající Kristovu oběť.
Severně od kostela je zahrada Za svatyněmi, kterou ohraničuje 30 metrů dlouhá ulice Malá Klášterní.

## Pohřbení v klášteře
V klášteře jsou pohřbeni:
- Kunhuta Štaufská († 1248) – česká královna, manželka Václava I.
- Václav I. († 1253) – český král
- Markéta († 1277) – v nedospělém věku zemřelá dcera Přemysla Otakara II. a Kunhuty
- Anežka Česká († 1282) – pohřbena, během husitských válek vyzvednuta řádovými sestrami a pohřbena na dosud neznámé místo[11]
- Kunhuta Uherská († 1285) – česká královna, manželka Přemysla Otakara II.
- Anežka Přemyslovna († 1296) – dcera Přemysla Otakara II. a Kunhuty, manželka rakouského vévody, habsburka Rudolfa II. Švábského
- Guta († 1297) – v dětství zemřelá dcera Václava II. a Guty, originál náhrobku je vystaven v Lapidáriu Národního muzea
- Griffina Haličská († 1309) – sestra královny Kunhuty